# Rigadin et la Lettre compromettante
Pour plus de détails, voir Fiche technique et Distribution.
Rigadin et la Lettre compromettante est un film muet français réalisé par Georges Monca, sorti en 1915.

## Fiche technique
- Titre : Rigadin et la Lettre compromettante
- Réalisation : Georges Monca
- Scénario : Daniel Riche
- Photographie :
- Montage :
- Société de production : Pathé Frères
- Société de distribution : Pathé Frères
- Pays d'origine :  France
- Langue : film muet avec les intertitres en français
- Métrage : 215 mètres
- Format : Noir et blanc — 35 mm — 1,33:1 — Muet
- Genre :  Comédie
- Durée : 11 minutes et 30 secondes
- Dates de sortie : 
  - France : 27 août 1915

## Distribution
- Charles Prince : Rigadin
- Fernand Rivers : le marchand
- Lucy Mareil : la femme de Rigadin